# Aeroportul Internațional Ramón Villeda Morales
Aeroportul Internațional Ramón Villeda Morales (IATA: SAP, ICAO: MHLM) este un aeroport din San Pedro Sula⁠(d), Cortés, Honduras ce deservește zona San Pedro Sula⁠(d). Aeroportul a fost tranzitat în 2023 de 1.270.997 de pasageri.
Situat la o altitudine de 28 m, aeroportul dispune de 1 pistă. Este operat de InterAirports⁠(d).

## Infrastructură

### Piste
Aeroportul dispune de o singură pistă. Pista are orientarea 04/22.